# Джеферсон (футболист)
Джеферсон Серкейра Телес (на португалски: Geferson Cerqueira Teles), по-известен просто като Джеферсон, е бразилски футболист, който играе като защитник.

## Биография
Започва да играе като дете във формациите на Витория Баия Бразилия от 2002 до 2010. Играе като ляв защитник, но може да играе като ляв халф. През 2011 подписва договор с Интернасионал Бразилия, като играе за юношеските формации на тима до 2014. През 2014 е преместен в мъжкия отбор, но дебют за тима прави едва през 2015. В различните първенства и купи изиграва общо 49 мача за тима, като печели два пъти щатския шампионат – Кампеонато Гаучо – 2015 и 2016, а през 2015 достига до полуфинал на купа Либертадорес. През 2017 е преотстъпен на Витория Баия, където изиграва 35 мача като титуляр и отбелязва един гол, печелейки и титла на щата Баия. След приключването на наема разтрогва с Интернасионал и подписва с ЦСКА. Дебютира за армейците на 17 февруари 2018 при победата с 0:5 над Верея Стара Загора. Дебютен гол отбелязва на 9 юли 2019 при победата с 4:0 над Титоград Подгорица Черна гора. Носител на купата на България за сезон 2020/21. 
Играе за националния отбор на Бразилия до 17 години, а след отличните му изяви в Интернасионал е повикан в националния отбор на Бразилия за купа Америка, но не записва мач с тима.

## Успехи
ЦСКА (София)
- Купа на България (1): 2021